# 新日本宗教团体联合会
新日本宗教团体联合会简称新宗联，是一个日本的宗教组织。二战之后日本出现了许多新宗教，在1951年10月17日，这些新宗教团体成立了一个全国性的组织，叫做「新日本宗教团体联合会」，日本政府亦在1953年3月9日批准成为财团法人。新宗联的宗旨是推动宗教自由、宗教之间的交流、政教分离。

## 组织
新宗联总共有66个团体会员，日本全国不同区加起来有11个总支部，而每个都道府县同地区加起来有55个协议会。总部设在东京都涩谷。

## 理事长
- 御木徳近（完美自由教团教祖）1951年-1965年
- 庭野日敬（立正交成会会长）1965年-1992年
- 田澤康三郎（松绿神道大和山教团教主）1992年-1996年
- 深田充啓（円応教教主）1996年-2004年
- 庭野日鑛（立正交成会会长）2004年-

## 成员
| - 阿吽阿教团 - 医王山立宗 - 一尊教团 - 円応教 - 大神教 - 救世真教 - 解脱会 - 现证宗日莲主义仏立讲 - 护国不动尊本宮 - 思亲会 | - 修养团捧诚会 - 松绿神道大和山教团 - 出云神道八云教神人会教团 - 真生会 - 真理实之家 - 神灵之家 - 崇教真光 - 圣中道会 - 世界心道教 - 善隣教 - 大和教团 | - 玉光神社 - 大慧会教团 - 大法轮台意光妙教会 - 澄禅律院 - 天恩教 - 天心教 - 天真教 - 天壤教 - 七曜会 - 完美自由教团 | - 日月神一条 - 日之教 - 平和观音妙庵 - 法公会 - 妙道会教团 - 三轮神道宏充教 - 立正交成会 - 良耕教本部教会 - 灵波之光教会 - 和光道教团 |

新宗联总共有66个团体成员，这里只是一部份。